# محمد صالح حرب
اللواء محمد صالح حرب باشا الرئيس العام الثاني لجمعية الشبان المسلمين بعد وفاة مؤسسها الأول الدكتور عبد الحميد بك سعيد، ووزير الدفاع الوطني المصري رقم 37 في الفترة من 1939 - 1940. جمعته بالصاغ محمود لبيب وكيل جماعة الإخوان المسلمين صداقة طويلة وكان يعتبر نفسه تلميذاً لـ حسن البنا رغم فارق السن بينهما. وقدمه الإخوان ليلقي كلمة في المؤتمر السادس للجماعة حيا فيها الإخوان ودعوتهم وقائدهم، ووجَّه إليهم كلمته وحثَّهم على العمل والأمل والجهاد النفسي والعملي حتى يكونوا أهلاً لتحقيق الغايات التي آمنوا بها وعملوا لها.

## نشأته
ولد محمد صالح حرب في جزيرة الحربياب إحدى قرى مدينة دراو بمحافظة أسوان عام 1889م، وسط عائلة عسكرية. كان جده "محمد بك علي" مهندساً عسكرياً برتبة مقدم أرسلته السلطات المصرية إلى السودان لعمل الاستحكامات الحربية، وعندما استتب الأمر لمصر هناك اتخذ من مدينة دنقلة بالسودان مقاماً له، حيث تلقى ولده صالح تربية هيأته لأن يكون حاكماً عادلاً لخط دنقلة، فتزوج من أشراف دنقلة ابنة مصطفى عثمان كيكى، وهي أم محمد صالح حرب (عائلة كيكى بدراو وجزيرة الحربياب) ولم تنجب غيره، وعندما قامت الثورة المهدية في السودان رحل صالح بأهله إلى أسوان حيث تم تعيينه مديراً للجباخانة (المدفعية)، وهناك أنجب ابنه محمد صالح حرب، وقد توفيت والدته ودفنت في أسوان، وتزوج والده من السودان وأنجب، وبذلك أصبح لمحمد صالح حرب إخوة في السودان، وأطلق عليه ابن النيلين، وابن مصر والسودان.

## تعليمه
تلقى اللواء محمد صالح حرب تعليمه الأول بحفظ القرآن الكريم، فكان عاملاً كبيراً في تكوينه الإسلامي منذ الصغر والتحق بمدرسة أسوان الابتدائية، وتزامل مع المفكر العملاق عباس محمود العقاد في فصل واحد، ثم التحق فيما بعد بمدرسة خفر السواحل التي تخرج فيها سنة 1903 برتبة ملازم ثان، وترقى إلى أن أصبح الحاكم العسكري والمدني لمنطقتي مرسي مطروح وسيوة.. جهاده.

## الحرب العالمية الأولى
في مطروح كانت بداية جهاده فارتبط بحركة الجهاد في ليبيا، ثم بحركة الجهاد الإسلامي في الأناضول بتركيا عندما استخدم منصبه في تسهيل تهريب الأسلحة والمؤن والقادة إلى ليبيا لمقاومة الغزو الإيطالي، ونسق مع القيادات التركية تهريب الضباط الأتراك لتدريب قوات المجاهد الكبير عمر المختار في ليبيا.
في نوفمبر 1915م قام صالح حرب بثورة مسلحة عندما انضم إلى القوات السنوسية ومعه القوات المصرية في مرسى مطروح ضد القوات الإنجليزية واستطاع أن يؤلب قبائل أولاد علي تجاه الإنجليز في معركة وادي ماجد، واستطاع أن يحشد عدداً من القبائل في مرسي مطروح للانضمام إليه وللقوات السنوسية، وأعلن الثورة في 27/11/1915م في صحراء مصر الغربية، وظل حرب بقواته يحارب الإنجليز حتى سنة 1915، وتعد هذه الثورة هي أول ثورة عسكرية يقوم بها مصري ضد الإنجليز منذ الاحتلال البريطاني لمصر عام 1882م، حيث استطاع أن يسيطر بقواته على الواحات لمدة عامين، وأصبح قائداً للمجاهدين، وكبد القوات الإنجليزية خسائر فادحة.
غير ان الانشقاقات التي حدثت داخل البيت السنوسي بمخطط من الإنجليز أدى إلى تفكيك جيش المجاهدين، مما دفع صالح حرب للتوجه إلى الأناضول لاستكمال المسيرة الجهادية غير أن هزيمة الأتراك في الحرب العالمية الأولى أوقف هذا الأمر، غير أنه في بداية الأمر أيد حركة كمال أتاتورك -لكونها مجاهدة وإسلامية- ضد اليونانيين حتى تم لهم النصر.

## الاستقرار بمصر والعمل السياسي
بعدما تولى سعد زغلول باشا رئاسة الوزراء بمصر عفى عن المنفيين والمسجونين بما فيهم صالح حرب مما دفعه للعودة لمصر ليستكمل مشواره السياسي.
فحينما أجريت الانتخابات رشح نفسه واستطاع أن يحصل على مقعد داخل البرلمان ليكون نائباً برلمانياً في الفترة من 1926 حتى 1930 وبعدها اختير وكيلاً لمصلحة السجون بين عامي 1930 و1939 ومديراً لخفر السواحل في يناير 1939 حتى أغسطس 1939 حيث تم اختيار في وزارة علي ماهر باشا الثانية ليكون وزيراً للدفاع عام 1939 إلى 1940م.
من الأعمال التي قام بها هي تكوين الجيش المرابط بقيادة عبد الرحمن عزام، وأيضا كان عائقا أمام البعثة العسكرية البريطانية والتي كانت تشرف على الجيش المصري، كما انه كان سببا في تجنيب مصر ويلات الدخول في الحرب العالمية الثانية، مما حدا بالإنجليز إلى الاعتراض على هذه الوزارة بما حوته من وزراء يميلون ميولا إسلامية أمثال: صالح حرب وعبد الرحمن عزام وغيرهم. أثناء توليه هذا المنصب أيضا شكلت وزارة الدفاع المصرية أوائل العام 1940 لجنة الأناشيد العسكرية واختارت 4 أناشيد من بين 800 نشيد، فازت كل منها بجوائز من الوزارة التي ترأس وزيرها اللواء محمد صالح حرب اللجنة، والفائزون هم الشعراء محمد الأسمر، عبد الفتاح شلبي، محمد الحناوي، ومحمد عبد المنعم.

## رئيسا لجمعيات الشبان المسلمين
نشأت جمعية الشبان المسلمين في عام 1927م، واختير الدكتور عبد الحميد سعيد رئيسا لها، وفي عام 1940م توفى الدكتور عبد الحميد سعيد فاختير اللواء صالح حرب ليكون رئيساً للمركز العام لجمعيات الشبان المسلمين من عام 1940 حتى عام 1967م.

## دوره السياسي
كان أشد ما يؤرقه هي الفرقة التي اختلقتها الحزبية ومن ثم وجه نداء إلى القادة والزعماء للاتحاد في ظل الظروف التي تمر بها مصر، كما كان له موقف شديد من حادث محاصرة الإنجليز لقصر الملك بعابدين في 4 فبراير 1942م وإرغامه على تعيين النحاس باشا رئيسا للوزراء، مما كان سببا في تحديد إقامته بأسوان من 1942 حتى 1945م.
بعد رفع الأحكام العرفية وعودته مرة أخرى ناضل وجاهد، كما كان له دور كبير نحو القضية الفلسطينية وقضايا الشمال الإفريقي. كان لصالح حرب الفضل في اكتشاف موهبة القارئ الشيخ محمود علي البنا وتقديمه لـ الإذاعة المصرية ورئيسها الثاني محمد بك قاسم بعد أن قدمه لوجهاء وأعيان مصر في حفل أقيم بالجمعية بمناسبة العام الهجري عام 1948م.